# Fouad Chehab Stadium
Das Fouad-Chehab-Stadion (arabisch ملعب فؤاد شهاب, DMG Malʿab Fuʾād Šihāb), welches sich selbst Centre Sportif Fouad Chehab nennt, ist ein Mehrzweckstadion in der libanesischen Stadt Jounieh. Es wird derzeit größtenteils für Fußballspiele genutzt und bietet Platz für 5000 Personen.

## Veranstaltungen
Derzeit wird das Stadion von Racing Beirut und dem Shabab Majdal Anjar Club als Heimspielstätte genutzt.
Zudem fand hier die Gruppe F des asiatischen Qualifikationsturnier der Frauen für die Olympischen Sommerspiele 2024 statt.